# Mureș (flod)
Mureș (rumänska) eller Maros (ungerska) är ett vattendrag i västra Rumänien och sydöstra Ungern, där det mynnar i Tisza vid Szeged.